# Lars Bildsten

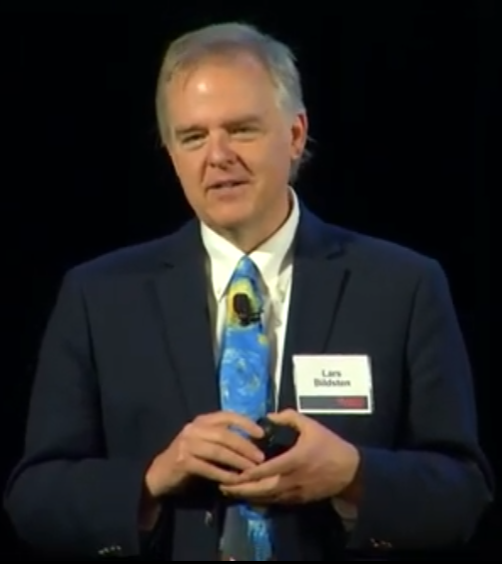
Lars Bildsten

Lars Bildsten (* 1964)  ist ein US-amerikanischer Astrophysiker.
Bildsten studierte Physik an der Ohio State University mit dem Bachelor-Abschluss und wurde 1991 an der Cornell University in theoretischer Physik promoviert. Als Post-Doktorand war er drei Jahre am Caltech (als Lee A. DuBridge Research Fellow in theoretischer Astrophysik), bevor er Assistant Professor und später Associate Professor an der University of California, Berkeley, wurde. 1999 wurde er Professor an der University of California, Santa Barbara. 2010 wurde er dort Wayne Rosing, Simon and Diana Raab Professor für theoretische Astrophysik. 2012 wurde er als Nachfolger von David Gross Direktor des Kavli Institute for Theoretical Physics (KITP), in dem er schon seit 1999 permanentes Mitglied ist.
Er ist auswärtiges Mitglied des Programms für Kosmologie und Gravitation des Canadian Institute for Advanced Research. Er war Gastprofessor (Beatrice Tinsley Centennial Visiting Professor) an der University of Texas at Austin.
Er befasst sich mit Astrophysik des Sternaufbaus und der Entwicklung von Sternen in allen Bereichen von deren Lebenszyklus, insbesondere in Phasen schneller Änderungen (wie Stern-Oszillationen) und am Ende ihres Lebenszyklus. Dabei arbeitet er eng mit beobachtenden Astronomen zusammen. In jüngster Zeit befasste er sich besonders mit weißen Zwergen (deren Akkretion und Reaktion auf thermonukleare Zündungen in ihrem Innern oder an ihrer Oberfläche) und deren mögliche Explosion als Supernova vom Typ Ia. Dabei sagte er 2007 einen neuen Typ von Supernovae vorher, dessen Beobachtung 2009 bestätigt wurde. Diese Supernova vom Typ .Ia (ein Untertyp der Supernovae vom Typ Ia) entstehen in Doppelsternsystemen von weißen Zwergen, wenn Helium von einem der Partner auf den anderen fällt, was zu einer instabilen Zündung des Helium-Brennens führt.
Außerdem befasst er sich allgemein mit Optischen Transienten (Objekten mit Helligkeitsschwankungen auf relativ kurzen astronomischen Zeitskalen von Sekunden bis Jahren) und er befasste sich auch mit der Möglichkeit der Beobachtung von Neutronenstern als Doppelsternsystemen und deren Fusion über Gravitationswellen bei LIGO.
1995 war er Sloan Research Fellow. 2000 hielt er die Edwin Salpeter Lecture an der Cornell University und 2004 die Biermann Lecture am Max-Planck-Institut für Astrophysik sowie Jesse Greenstein Lecturer am Caltech. 1999 erhielt er den Helen-B.-Warner-Preis (für fundamentale Arbeiten zum Sternaufbau einschließlich Kernreaktionen im Innern von Neutronensternen, der Rolle von Neutronensternen als Quellen von Gravitationswellen und die Theorie des Lithium-Abbaus in Kernprozessen im Innern von Sternen), und 2017 den Dannie-Heineman-Preis für Astrophysik (für seine Führungsrolle und in Beobachtungen fundierter theoretischer Modellierung, die zu fundamentalen Einsichten in die Physik des Sternaufbaus und der Sternenetwicklung, in kompakte astrophysikalische Objekte und Sternexplosionen führten). 2011 wurde er zum Fellow der American Association for the Advancement of Science gewählt, 2018 in die National Academy of Sciences.